# دنیل فرناندز
دنیل فرناندز (انگلیسی: Daniel Fernandes؛ زادهٔ ۲۵ سپتامبر ۱۹۸۳) یک بازیکن فوتبال اهل کانادا-پرتغال است.
وی همچنین در تیم ملی فوتبال پرتغال بازی کرده‌است.
دنیل فرناندس، دروازه‎‌بان هامبورگ در جریان تساوی دو بر دو  در تاریخ 11 اذر ماه سال 1402 مقابل سنت‌پائولی، با ضربه‌ای باورنکردنی دروازه خودی را باز کرد.